# Viktoria Tolstoy

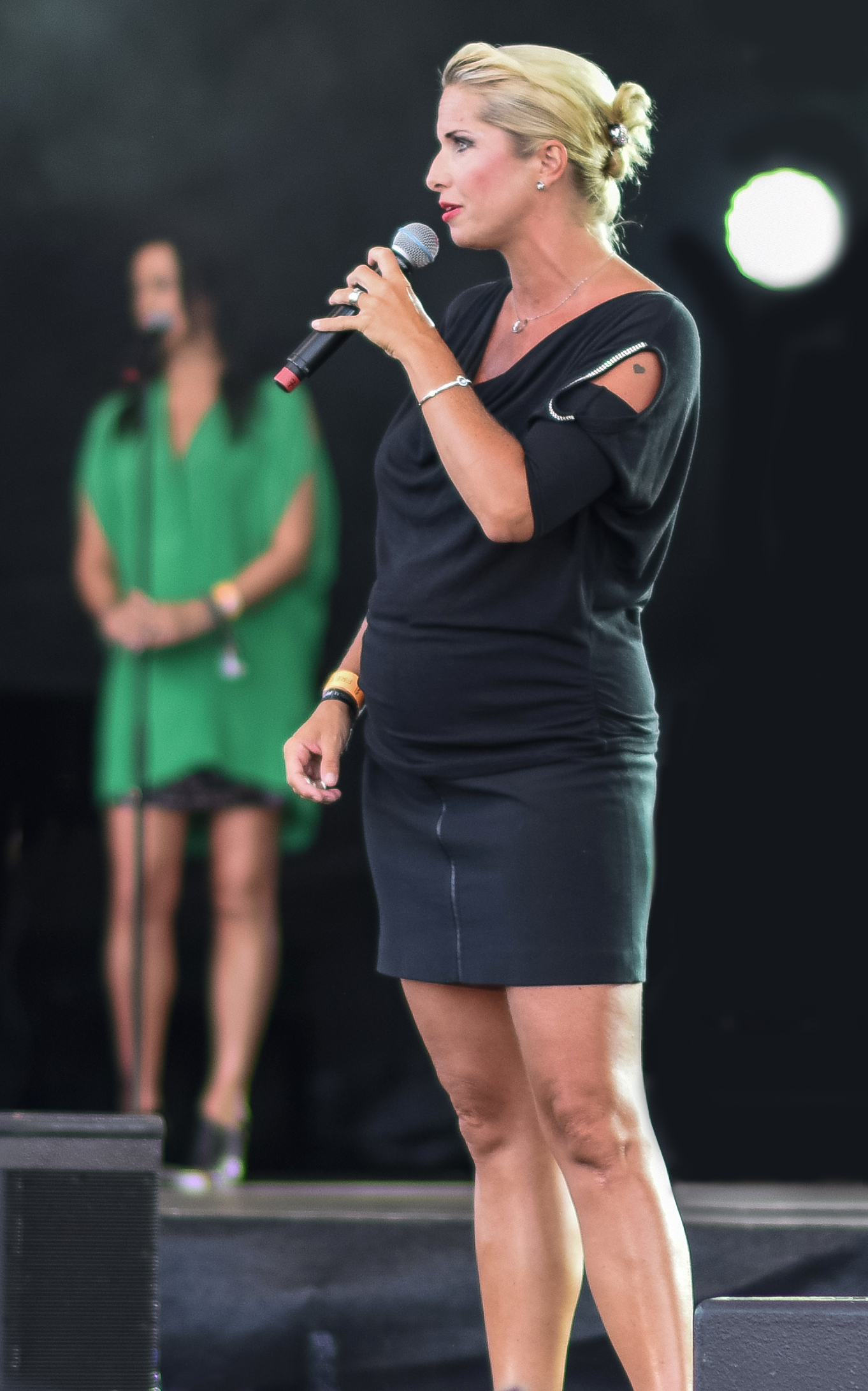
Viktoria Tolstoy på Stockholm Pride 2014.

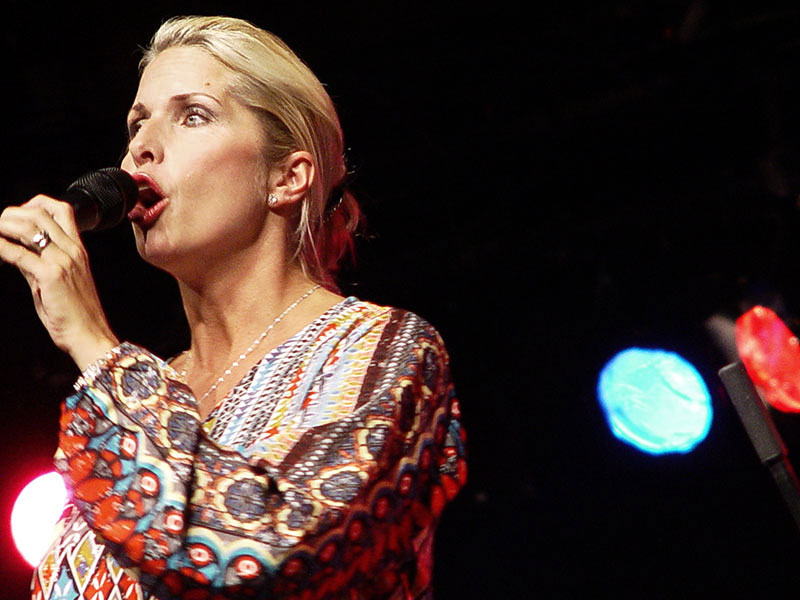
Viktoria Tolstoy i Aarhus 2014.

Louise Viktoria Tolstoy (folkbokförd Victoria), tidigare Kjellberg, född 29 juli 1974 i Sigtuna, Stockholms län,  är en svensk jazzsångerska.

## Familj
Tolstoy är dotter till musikvetaren Erik Kjellberg och läkaren Marja Tolstoy. Författaren Lev Tolstoj är hennes morfars farfar.
Hon är uppvuxen i Sigtuna och Uppsala, och var under sju år gift med  skateboardåkaren och modedesignern Per Holknekt; de separerade i mars 2008. Viktoria Tolstoy gifte sig 2012 med jazztrummisen Rasmus Kihlberg (född 1967) och tillsammans har de två söner. Familjen är sedan 2008 bosatt i Limhamn, Malmö.

## Priser och utmärkelser
- 1994 – Jazzkatten som ”Årets nykomling”
- 1998 – Ulla Billquist-stipendiet
- 2022 – Thore Ehrling-stipendiet[8]

## Diskografi
- 1994 − Smile, Love and Spice
- 1996 − För älskad
- 1997 − White Russian
- 2001 − Blame It on My Youth
- 2004 − Shining on You
- 2005 − My Swedish Heart
- 2006 − Pictures of Me
- 2008 − My Russian Soul
- 2011 − Letters to Herbie
- 2013 − A Moment of Now (med Jacob Karlzon)
- 2017 − Meet Me at the Movies
- 2020 − Stations
- 2024 − Stealing Moments

Tolstoy har även medverkat på andra artisters skivor, till exempel:
- 1998 − Svante Thuresson: Här kommer natten
- 2002 − Nils Landgren: Sentimental Journey
- 2004 – Nils Landgren Funk Unit: Funky Abba
- 2016 – Beat Funktion: Green Man

## Filmografi
- 1995 – Älskar, älskar inte
- 2017 – Vår tid är nu (TV-serie) (säsong 1, avsnitt 6)

## Fotnoter
1. ↑  Namnet stavas "Victoria" i folkbokföringen